# Fuseini Nuhu
Fuseini Nuhu (sinh ngày 20 tháng 6 năm 1989 ở Accra, Greater Accra Region) là một cầu thủ bóng đá người Ghana thi đấu cho Shabab Al-Sahel

## Sự nghiệp
Nuhu bắt đầu sự nghiệp bởi AC Milan Colts Club ở Tema, năm 2006 chuyển đến Real Sportive. Sau khi câu lạc bộ xuống hạng, mùa giải 2008-09, anh ký hợp đồng cho New Edubiase United, và ghi 1 bàn thắng trong trận đầu tiên. Vào tháng 6 năm 2011 anh và người anh em sinh đôi Alhassan được chuyển đến á quân Moldova FC Sheriff Tiraspol.

## Đời sống cá nhân
Nuhu là em trai của Alhassan Nuhu.